# ایلاوارا
ایلاوارا (به انگلیسی: Illawarra) ناحیه‌ای واقع در ایالت نیو ساوت ولز در استرالیا می‌باشد. شهر ولونگونگ در این ناحیه واقع شده‌است.